# Huis Anhalt-Köthen (1603-1665)
De Jongere linie Anhalt-Köthen (Duits: Jüngere Linie Anhalt-Köthen) was een Duitse vorstelijke dynastie die regeerde over het kleine vorstendom Anhalt-Köthen in Midden-Duitsland. De linie Anhalt-Köthen heeft slechts twee generaties bestaan.
De dynastie ontstond in 1606 door de verdeling van het vorstendom Anhalt onder vier van de vijf overlevende zonen van Joachim Ernst. Lodewijk I, de jongste zoon, kreeg het gebied rond Köthen. Lodewijk I is vooral bekend als medeoprichter en voorzitter het Fruchtbringende Gesellschaft. Zijn zoon Willem Lodewijk overleed kinderloos in 1665. Met hem stierf de dynastie uit. Anhalt-Köthen werd geërfd door zijn neven Lebrecht en Emanuel uit het Huis Anhalt-Plötzkau.

## Stamboom
- Lodewijk I (1579-1650)
1  Amoena Amalia (1587-1609), dochter van Arnold IV van Bentheim-Tecklenburg
2  Sophia (1599-1654), dochter van Simon VI van Lippe
  - 1 Lodewijk de Jongere (1607-1624)
  - 1 Luise Amoena (1609-1625)
  -  2 Willem Lodewijk (1638-1665)
  Elisabeth Charlotte (1647-1723), dochter van Frederik van Anhalt-Bernburg-Harzgerode